# Orton (Staffordshire)
Orton – osada w Anglii, w hrabstwie Staffordshire, w dystrykcie South Staffordshire. Leży 29 km na południe od miasta Stafford i 184 km na północny zachód od Londynu.